# Louis Vlavonou
Louis Vlavonou, né en 1953 à Ko-Koumolou (Ifangni) au Bénin est un homme d'État béninois, plusieurs fois député de l'Assemblée nationale.

## Biographie

### Parcours politique
Député depuis 2003, il est élu président de l'Assemblée nationale du Bénin le 17 mai 2019 avec 78 voix pour , 01 contre et 03 abstentions
En 2023 il est  réélu Président de l'Assemblée nationale pour la deuxième fois consécutive.